# 第2回社会人野球日本選手権大会予選
第2回社会人野球日本選手権大会予選は、第2回社会人野球日本選手権大会の出場チームを決定するために行われた予選の結果をまとめたものである。（1次予選のコールド、延長のイニングは記載しない。）

## 出場枠
- 地区代表22（北海道2、東北2、関東3、中部2、東海北陸2、近畿5、中国2、四国2、九州2）

## 北海道地区
- 1回戦

王子製紙苫小牧　5－0　札幌鉄道管理局
函館太洋倶楽部　8－4　航空自衛隊稚内
旭川鉄道管理局　8－5　小樽野球協会
- 2回戦

王子製紙苫小牧　1－0　新日鉄室蘭
北海道拓殖銀行　11－0（7回コールド）　函館太洋倶楽部
旭川鉄道管理局　4－3　日産サニー札幌
大昭和製紙北海道　11－1（7回コールド）　札幌トヨペット
- 準決勝（代表決定戦）

北海道拓殖銀行　9－1　王子製紙苫小牧
大昭和製紙北海道　9－0　旭川鉄道管理局
- 決勝

大昭和製紙北海道　4－0　北海道拓殖銀行
大昭和製紙北海道、北海道拓殖銀行が本戦出場

## 東北地区

### 青森県1次予選
- 1回戦

八戸市水道部　10－1　きものセンター
自衛隊青森　11－10　オール青森
- 敗者復活戦

きものセンター　7－2　オール青森
- 準決勝

八戸市水道部　9－1　自衛隊青森
三菱製紙八戸　7－6　きものセンター
- 代表決定戦

八戸市水道部　10－2　三菱製紙八戸
八戸市水道部が東北2次予選に進出

### 岩手県1次予選
- 1回戦

盛岡鉄道管理局　14－0　アイワ
新日鉄釜石　3－2　小野田セメント
オール不来方　5－4　東京製綱
オール宮古　6－2　一関桜陵クラブ
谷村新興製作所　11－0　オール釜石
全久慈　4－1　岩手銀行
一関三星クラブ　9－2　オール花巻
- 準々決勝

盛岡鉄道管理局　7－4　一関ユニオン
新日鉄釜石　7－2　オール不来方
谷村新興製作所　5－0　オール宮古
全久慈　6－3　一関三星クラブ
- 準決勝

新日鉄釜石　5－2　盛岡鉄道管理局
谷村新興製作所　4－1　全久慈
- 代表決定戦

谷村新興製作所　2－1　新日鉄釜石
谷村新興製作所が東北2次予選に進出

### 秋田県1次予選
- 1回戦

秋田銀行　（不戦勝）　秋田経大校友クラブ
TDK　4－0　東北肥料
- 準決勝（代表決定戦）

TDK　7－0　秋田鉄道管理局
秋田相互銀行　2－1　秋田銀行
- 決勝

TDK　9－6　秋田相互銀行
TDK、秋田相互銀行が東北2次予選に進出

### 宮城県1次予選
- 1回戦

鳳山クラブ　13－3　日和クラブ
仙台鉄道管理局　3－1　仙商クラブ
亘理クラブ　10－2　古川テクニカル
オノヤクラブ　7－6　石巻ハリケーン
- 準決勝

仙台鉄道管理局　6－2　鳳山クラブ
亘理クラブ　6－3　オノヤクラブ
- 代表決定戦

仙台鉄道管理局　3－2　亘理クラブ
仙台鉄道管理局が東北2次予選に進出

### 山形県1次予選
- 1回戦

山形相互銀行　2－0　日大山形OB
- 代表決定戦

山形相互銀行　3－2　鶴岡ヤンガース
山形相互銀行が東北2次予選に進出

### 福島県1次予選
- 1回戦

福島クラブ　3－1　原田クラブ
学石OBクラブ　6－0　自衛隊福島
- 2回戦

須賀川クラブ　16－6　飯塚病院クラブ
ニュー相馬　8－3　SGクラブ
二本松クラブ　5－1　塙クラブ
いわきクラブ　6－5　川俣クラブ
小名浜クラブ　5－4　保原クラブ
福島クラブ　1－0　オール常交
オール郡山　3－2　学石OBクラブ
会津若松クラブ　3－2　ヨークベニマル
- 準々決勝

福島クラブ　5－4　須賀川クラブ
二本松クラブ　8－1　ニュー相馬
いわきクラブ　12－7　オール郡山
小名浜クラブ　8－5　会津若松クラブ
- 準決勝

福島クラブ　14－10　二本松クラブ
いわきクラブ　5－2　小名浜クラブ
- 代表決定戦

いわきクラブ　13－0　福島クラブ
いわきクラブが東北2次予選に進出

### 東北2次予選
- 1回戦

TDK　10－1　八戸市水道部
谷村新興製作所　10－1　いわきクラブ
山形相互銀行　3－2　仙台鉄道管理局
- 準決勝（代表決定戦）

TDK　2x－1（延長15回）　谷村新興製作所
秋田相互銀行　8－3　山形相互銀行
- 決勝

TDK　9－4　秋田相互銀行
TDK、秋田相互銀行が本戦出場

## 関東地区

### 群馬県1次予選
- 1回戦

高崎鉄道管理局　1－0　全前橋
富士重工業　13－2　伊勢崎レッドソックス
- 代表決定戦

富士重工業　7－2　高崎鉄道管理局
富士重工業が関東2次予選に進出

### 埼玉県1次予選
- 1回戦

日本通運　2－1　本田技研
- 準決勝

日本通運　（不戦勝）　エーザイ
全浦和　12－1　全大宮
- 代表決定戦

日本通運　7－3　全浦和
日本通運が関東2次予選に進出

### 東京都1次予選
- 1回戦

リッカー　4－3　熊谷組
鷺宮製作所　7－4　オール北斗
明治生命　3－0　東京鉄道管理局
東京ガス　7－0　アイビーエム
- 準決勝（代表決定戦）

鷺宮製作所　3－2　リッカー
明治生命　4－3　東京ガス
- 決勝

明治生命　8－0　鷺宮製作所
明治生命、鷺宮製作所が関東2次予選に進出

### 多摩地区1次予選
- 代表決定リーグ戦

東芝府中　7－3　全調布
スリーボンド　2－1　全調布
東芝府中　3－0　スリーボンド
東芝府中が関東2次予選に進出

### 神奈川県1次予選
- 1回戦

日産自動車　8－6　日本石油
三菱自動車川崎　4－3　キャタピラー三菱
いすゞ自動車　9－2　三菱重工横浜
日本鋼管　6－3　東芝
- 準決勝（代表決定戦）

日産自動車　3－0　三菱自動車川崎
日本鋼管　3－1　いすゞ自動車
- 決勝

日産自動車　4－0　日本鋼管
日産自動車、日本鋼管が関東2次予選に進出

### 関東2次予選
全足利クラブ（栃木県）、日立製作所（茨城県）、川崎製鉄千葉（千葉県）も出場
- 1回戦

川崎製鉄千葉　8x－7（延長10回）　全足利クラブ
東芝府中　4－3　日立製作所
- 2回戦

日産自動車　3－0　川崎製鉄千葉
鷺宮製作所　2－2（7回日没コールド／引き分け再試合）　富士重工業
鷺宮製作所　2－1　富士重工業
日本鋼管　6－3　東芝府中
日本通運　4－3　明治生命
- 準決勝（代表決定戦）

鷺宮製作所　3－1　日産自動車
日本鋼管　6x－3（延長11回）　日本通運
- 3位決定戦（代表決定戦）

日本通運　3－2　日産自動車
- 決勝

鷺宮製作所　1－0　日本鋼管
鷺宮製作所、日本鋼管、日本通運が本戦出場

## 中部地区（新潟、富山、長野、山梨、静岡）

### 山梨県1次予選
- 1回戦

全山梨市　6－2　山梨クラブ
桂クラブ　（不戦勝）　オール櫛形
- 代表決定戦

全山梨市　11－3　桂クラブ
全山梨市が中部2次予選に進出

### 新潟県1次予選
- 1回戦

国鉄新潟　7－1　新津クラブ
小千谷クラブ　（不戦勝）　全新発田
- 準々決勝

新潟コンマーシャル倶楽部　8－2　白根野球団
国鉄新潟　1－0　平和クラブ
全飯豊　2－0　新潟クラブ
小千谷クラブ　7－0　十日町クラブ
- 準決勝

国鉄新潟　3－2　新潟コンマーシャル倶楽部
全飯豊　2－1　小千谷クラブ
- 代表決定戦

国鉄新潟　5－3　全飯豊
国鉄新潟が中部2次予選に進出

### 静岡県1次予選
- 1回戦（代表決定戦）

河合楽器　9－2　清水タイガース
大昭和製紙　8－0　清水クラブ
日軽クラブ　2－0　関東自動車工業
- 準決勝

大昭和製紙　2－0　河合楽器
日本楽器　10－2　日軽クラブ
- 決勝

日本楽器　5－4　大昭和製紙
日本楽器、大昭和製紙、河合楽器、日軽クラブが中部2次予選に進出

### 中部2次予選
三協精機（長野県）、北陸銀行（富山県）も出場
- 1回戦

三協精機　9－0　日軽クラブ
日本楽器　7－0　全山梨市
大昭和製紙　3－0　北陸銀行
河合楽器　9－0　国鉄新潟
- 準決勝（代表決定戦）

三協精機　3－1　日本楽器
河合楽器　3－1　大昭和製紙
- 決勝

三協精機　5－2　河合楽器
三協精機、河合楽器が本戦出場

## 東海北陸地区（愛知、岐阜、三重、石川、福井）
- 1回戦

日通名古屋　8－0（7回コールド）　国鉄名古屋
新日鉄名古屋　6x－5（延長13回）　トヨタ自動車
三菱名古屋　7－0（8回コールド）　愛知トヨタ
東邦ガス　8－1（8回コールド）　名古屋日産
西濃運輸　7－6　本田技研鈴鹿
サンジルシ醸造　4－3（延長10回）　東海理化
西川物産　1－0　王子製紙春日井
- 2回戦

日通名古屋　5－1　丹羽鉦電機
三菱名古屋　4－2　新日鉄名古屋
西濃運輸　3－0　東邦ガス
西川物産　5－0　サンジルシ醸造
- 代表決定戦

日通名古屋　7－0　三菱名古屋
西濃運輸　2－1（延長14回）　西川物産
日通名古屋、西濃運輸が本戦出場

## 近畿地区

### 京都府1次予選
- 1回戦

三菱自動車京都　8－3　ユニチカ
京都市役所　4－2　丸勝
日本新薬　7－0　京都信用金庫
辻和　15－0　北桑クラブ
大丸　11－1　高島屋京都
- 準々決勝（代表決定戦）

三菱自動車京都　3－1　京都市役所
日本新薬　7－0　山田静
辻和　4－3　第一紙行
大丸　19－0　スワロン
- 準決勝

日本新薬　7－2　三菱自動車京都
大丸　7－3　辻和
- 決勝

大丸　3－0　日本新薬
大丸、日本新薬、三菱自動車京都、辻和が近畿2次予選に進出

### 大阪府1次予選
- 1回戦

住友銀行　8－5　日立造船堺
全三和銀行　10－5　大阪ペーシェンス
- 準々決勝（代表決定戦）

デュプロ　3－0　大阪高島屋
日本生命　4－0　全三和銀行
松下電器　13－0　旭化成
新日鉄堺　8－0　住友銀行
- 準決勝

新日鉄堺　1－0　デュプロ
日本生命　2－0　松下電器
- 3位決定戦

松下電器　4－0　デュプロ
- 決勝

日本生命　2－1　新日鉄堺
- 敗者復活1回戦

大阪高島屋　13－4　住友銀行
全三和銀行　8－6　旭化成
- 第五代表決定戦

大阪高島屋　1－0　全三和銀行
日本生命、新日鉄堺、松下電器、デュプロ、大阪高島屋が近畿2次予選に進出

### 兵庫県1次予選
- 1回戦（代表決定戦）

小西酒造　3－1　三菱重工神戸
川崎製鉄神戸　3－2　石川島播磨重工業
新日鉄広畑　2－1　川崎重工
鐘淵化学　3－1　神戸製鋼
- 準決勝

小西酒造　3－0　川崎製鉄神戸
鐘淵化学　2－1　新日鉄広畑
- 決勝

小西酒造　1－0　鐘淵化学
小西酒造、鐘淵化学、川崎製鉄神戸、新日鉄広畑、三菱重工神戸が近畿2次予選に進出

### 近畿2次予選
東レ（滋賀県）、住友金属（和歌山県）も出場
- 1回戦

新日鉄堺　5－2　東レ
新日鉄広畑　2－1　日本新薬
鐘淵化学　9－1（7回コールド）　大阪高島屋
日本生命　4－0　三菱自動車京都
住友金属　2－1　川崎製鉄神戸
大丸　5－0　デュプロ
松下電器　1－0　三菱重工神戸
辻和　10－7　小西酒造
- 代表決定戦

新日鉄堺　4－1　新日鉄広畑
日本生命　3x－2（延長14回）　鐘淵化学
住友金属　6－2　大丸
松下電器　3－0　辻和
- 敗者復活戦

大丸　5－1　新日鉄広畑
鐘淵化学　3－0　辻和
- 敗者復活代表決定戦

鐘淵化学　1－0　大丸
新日鉄堺、日本生命、住友金属、松下電器、鐘淵化学が本戦出場

## 中国地区

### 岡山県1次予選
- 代表決定リーグ戦

三菱自動車水島　7－0　川崎製鉄水島
三菱自動車水島　2－0　三井造船玉野
川崎製鉄水島　1－0　三井造船玉野
三菱自動車水島が中国2次予選に進出

### 広島県1次予選
- 1回戦

日本鋼管福山　8－1　山本鋼材
広島鉄道管理局　3－1　東洋工業
三菱重工三原　8－1　常石鉄工
三菱重工広島　7－2　広島マツダ
- 準決勝（代表決定戦）

日本鋼管福山　4－1　広島鉄道管理局
三菱重工三原　11－3　三菱重工広島
- 3位決定戦（代表決定戦）

三菱重工広島　4－0　広島鉄道管理局
- 決勝

日本鋼管福山　8－6　三菱重工三原
日本鋼管福山、三菱重工三原、三菱重工広島が中国2次予選に進出

### 山口県1次予選
- リーグ戦

協和発酵　3－2　新日鉄光
東洋紡　8－2　田辺製薬
協和発酵　8－4　東洋紡
新日鉄光　6－0　田辺製薬
新日鉄光　1－0　東洋紡
田辺製薬　3－1　協和発酵
新日鉄光　2－1　協和発酵
全チームが中国2次予選に進出

### 中国2次予選
- 1回戦

日本鋼管福山　4－1　協和発酵
三菱重工広島　6－1　東洋紡
新日鉄光　3x－2　三菱重工三原
田辺製薬　1－0　三菱自動車水島
- 準決勝（代表決定戦）

三菱重工広島　1－0（延長10回）　日本鋼管福山
新日鉄光　2－0　田辺製薬
- 決勝

三菱重工広島　5－2（延長10回）　新日鉄光
三菱重工広島、新日鉄光が本戦出場

## 四国地区
- 1回戦

伊予銀行　4－3　国鉄四国
- 2回戦

丸善石油　6－3（延長10回）　ひめぎん
大倉工業　7－4　四国銀行
阿波銀行　9－0　大林自動車
伊予銀行　13－1（7回コールド）　徳島野球倶楽部
- 準決勝（代表決定戦）

丸善石油　15－8　大倉工業
伊予銀行　6－0　阿波銀行
- 決勝

丸善石油　3－2（9回表降雨コールド）　伊予銀行
丸善石油、伊予銀行が本戦出場

## 九州地区
- 1回戦

新日鉄大分　2－1　日立造船有明
鹿児島鉄道管理局　7－1　日鉱佐賀関
- 2回戦

新日鉄八幡　2－0　新日鉄大分
門司鉄道管理局　7－2　三菱重工長崎
九州産交　6－0　鹿児島鉄道管理局
大分鉄道管理局　2－1　熊本鉄道管理局
- 準決勝（代表決定戦）

門司鉄道管理局　2－1（延長20回）　新日鉄八幡
九州産交　3－2　大分鉄道管理局
- 決勝

九州産交　3－1　門司鉄道管理局
九州産交、門司鉄道管理局が本戦出場